# Amelia Sanchís
Amelia Sanchís Vidal (Onil , 23 de septiembre de 1961) es una jurista, investigadora y divulgadora española, experta en derecho eclesiástico y género. Su obra, enfocada en diversidad cultural, educación, religión y laicismo y género, desarrollo y turismo ha cuestionado la discriminación de género en la religión. Su labor ha sido reconocida por diversas instituciones y colabora con organismos internacionales en temas de cooperación y género.

## Trayectoria
Sanchís es profesora de Derecho Eclesiástico del Estado en la Universidad de Córdoba. Doctora en Derecho, con la tesis Ética fundamental y religión electiva. El género como método de investigación jurídica (Córdoba, 2005). Licenciada en Derecho, Diplomada en Criminología y Diplomada en Trabajo Social. Directora de la Unidad del Voluntariado de la Universidad de Córdoba desde 2014.
Miembro de la Comisión de Cooperación, Solidaridad y Proyección Universitaria desde 2014. Punto focal de la Iniciativa Internacional del Instituto de Estudios Humanitarios (IEH/OCHA) de Colombia, oficina de ONU, como especialista en temas de género. Profesora en grado de Derecho y Libertad Religiosa y en postgrado sobre temas relacionados con Género, Cosmovisiones y Metodología y epistemología. Sanchís es autora de más de 50 publicaciones científicas, participación en proyectos competitivos nacionales y extranjeros, así como contratos de investigación. Miembro de AMIT (Asociación de Mujeres Investigadoras y Tecnólogas) y a la RFDC (Red Feminista de Derecho Constitucional).

## Reconocimientos
En 2008, Sanchís recibió el Primer premio de investigación sobre políticas de igualdad con La evaluación del impacto de género en la normativa estatal y andaluza de manos de la Diputación de Jaén. Años más tarde, en 2016, en el V Premio de Investigación e Innovación para la Interculturalidad Inca Garcilaso, fue premiada por la investigación que lleva por título Un modelo ético cosmopolita como propuesta para la convivencia intercultural. En 2017, el Ayuntamiento de Córdoba le entregó la Medalla de Honor.

## Obra
- 2005 – El camino a Europa del profesorado universitario. Con Guadalupe Codes Belda. Servicio de Publicaciones Universidad de Córdoba. ISBN 84-7801-761-5.[8]
- 2009 – La evaluación del impacto de género en la normativa estatal y andaluza. Con Beatriz Collantes Sánchez. Diputación Provincial de Jaén. Instituto de Estudios Giennenses. ISBN 978-84-96047-92-1.[9]